# Jonas Sakuwaha
Jonas Sakuwaha (ur. 22 lipca 1983 w Kafue) – piłkarz zambijski grający na pozycji bocznego pomocnika. Od 2018 roku jest zawodnikiem klubu Oman Club.

## Kariera klubowa
Karierę piłkarską Sakuwaha rozpoczął w klubie ZESCO United z miasta Ndola. W 2006 roku zadebiutował w jego barwach w zambijskiej Premier League. W 2006 roku zdobył z nim Puchar Zambii. W latach 2007 i 2008 został z ZESCO mistrzem Zambii.
W 2009 roku Sakuwaha został zawodnikiem francuskiego FC Lorient. Z kolei na początku 2010 roku przeszedł do Le Havre AC. W 2011 roku wrócił do Afryki i został piłkarzem sudańskiego Al-Merreikh Omdurman. W tym samym roku zdobył z nim mistrzostwo Sudanu. W 2013 roku odszedł do TP Mazembe, z którym dwukrotnie wywalczył mistrzostwo Demokratycznej Republiki Konga (2013, 2014). W 2014 roku odszedł do zambijskiego ZESCO United, z którym również dwa razy zdobył mistrzostwo kraju (2014, 2015). W 2014 roku triumfował z nim też w rozgrywkach Pucharu Zambii.
W 2015 roku Sakuwaha wrócił do TP Mazembe. Występował tam do 2017 roku, zdobywając w tym czasie z klubem dwa mistrzostwa kraju (2016, 2017), superpuchar kraju (2016), Afrykański Puchar Konfederacji (2016, 2017) oraz Superpuchar Afryki (2016).
W 2017 roku przeszedł do zambijskiego klubu Buildcon FC, a w 2018 został graczem omańskiego Oman Club.

## Kariera reprezentacyjna
W reprezentacji Zambii Sakuwaha zadebiutował w 2006 roku. W 2008 roku zagrał w Pucharze CECAFA, a w 2009 roku w Mistrzostwach Narodów Afryki 2009. W 2012 roku został powołany do kadry na Puchar Narodów Afryki 2012.